# Víctor Rodríguez Párraga
Víctor Eladio Rodríguez Párraga (Siquisique, estado Lara, Venezuela, 13 de enero de 1836-Caracas, Venezuela, 16 de febrero de 1918) fue un militar y político venezolano, quien se desempeñó como presidente encargado de Venezuela en el marco de la Revolución Liberal Restauradora.

## Biografía
Sus padres fueron José del Rosario Rodríguez y Juana Párraga. Víctor Rodríguez estuvo casado con Luisa Mariño de Rodríguez, hija de Santiago Mariño, con quien tuvo 6 hijos. En 1859 se une a Tirso Salaverría en la Toma de Coro que dio inicio a la Guerra Federal, por lo que es comisionado por Ezequiel Zamora para movilizar tropas federalistas hacia Siquisique. Siendo subteniente en el ejército de Juan Crisóstomo Falcón, participa en la batalla de Santa Inés. Como ayudante de León Colina, asiste al asedio de San Carlos y participa en la batalla de Coplé.
En 1861 acompaña a Juan Crisóstomo Falcón en las conferencias con José Antonio Páez y León Colina. Bajo las órdenes de este último participa en el combate de Tacarigüita resultando herido de un bayonetazo. Al año siguiente es nuevamente herido en Catalina y en la batalla de Buchivacoa. Es ascendido a coronel y posteriormente a general de brigada. En 1863 junto con las tropas federalistas de Falcón entran triunfantes a Caracas.
En 1868 acompaña a Manuel Ezequiel Bruzual en su retirada hacia Puerto Cabello después de la toma de Caracas por el ejército de la Revolución azul. Tras la caída de Puerto Cabello a manos de las tropas de José Ruperto Monagas, Víctor Rodríguez se exilia con su familia a Trinidad.
A raíz del triunfo de la Revolución de Abril, dirigida por Antonio Guzmán Blanco, regresa a Venezuela y es nombrado jefe del Estado Mayor General primero del Juan Fermín Colmenares y después de José Eusebio Acosta, participando en los combates contra Adolfo Antonio Olivo. Gravemente herido en el combate de El Corozo librado contra las fuerzas de Pedro Ducharne, debe retirarse hacia La Guaira. Como inspector general del Ejército, realiza la Campaña contra la Revolución de Coro de León Colina. 

Después del triunfo de la Revolución Reivindicadora se retira a su hacienda ubicada cerca de Los Teques. Se une a la Revolución Legalista de Joaquín Crespo, siendo nombrado jefe del Estado Mayor del general Ramón Guerra. Es nombrado jefe civil y militar del estado Bermúdez en marzo de 1893 y presidente provisional de ese estado en junio. Es nombrado gobernador del Distrito Federal en 1894.

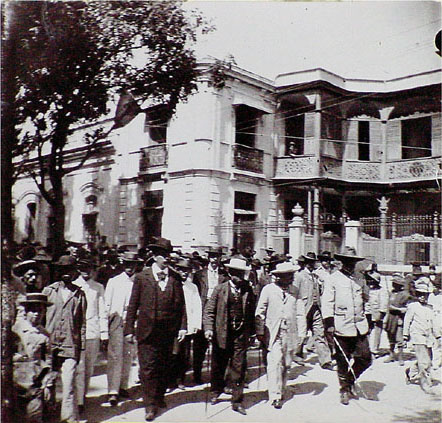
Cipriano Castro durante su entrada a Caracas en 1899.

Recibió 6 votos en las elecciones presidenciales de Venezuela de 1897. Desde el 20 de octubre de 1899 es presidente encargado de Venezuela a raíz de la salida del país del presidente Ignacio Andrade debido a la Revolución Liberal Restauradora. El 23 de octubre del mismo año le entrega el mando a Cipriano Castro a su entrada a Caracas. Víctor Rodríguez fue nombrado ministro de obras públicas por el nuevo gobierno y después es comisionado a someter el levantamiento de José Manuel Hernández en diciembre de ese mismo año.